# معركة الخندق الأولى (462 هـ)
معركة الخندق الأولى، التي وقعت في عام 462 هـ (1069م)، تعتبر واحدة من المحطات التاريخية البارزة في منطقة الأحساء (البحرين تاريخيًا)، حيث خاضها الأمير عبد الله بن علي العيوني، مؤسس الدولة العيونية، ضد قبائل تميم وحلفائها، الذين سعوا للسيطرة على المنطقة. انتهت المعركة بانتصار ساحق للأمير العيوني، ما أدى إلى تعزيز سلطته وتأسيس الدولة العيونية.

## الخلفية التاريخية

#### الوضع السياسي والإقليمي:
1. تفكك الدولة القرامطية: بحلول منتصف القرن الخامس الهجري، بدأت سلطة الدولة القرامطية في الانهيار بعد أن استمرت لقرون في السيطرة على إقليم البحرين، مما ترك فراغًا سياسيًا في المنطقة.
2. صراعات القبائل: القبائل الكبرى مثل تميم وسواها حاولت استغلال هذا الفراغ لتحقيق السيطرة على موارد المنطقة، لا سيما واحات الأحساء والقطيف الغنية بالمياه والزراعة والتجارة.
3. بروز بني عبد القيس: بني عبد القيس، الذين ينحدر منهم عبد الله العيوني، كانوا من أبرز القبائل العربية في الإقليم، وأظهروا مهارات عسكرية وتنظيمية جعلتهم في صدارة المشهد.

#### عبد الله العيوني:
كان عبد الله بن علي العيوني زعيمًا عسكريًا وسياسيًا بارزًا، اشتهر بفطنته وحنكته في إدارة الصراعات القبلية. عمل على توحيد بني عبد القيس وحلفائهم، معتمدًا على إرث قبيلته التاريخي وموقعها الاستراتيجي.

## أسباب المعركة
1. الصراع على الأحساء: الأحساء كانت منطقة غنية ومهمة استراتيجيًا، مما جعلها هدفًا للطامعين من قبائل تميم.
2. محاولة توسيع النفوذ: قبائل تميم، بعد انحسار القرامطة، رأت في الفراغ السياسي فرصة للتوسع.
3. طموح عبد الله العيوني: سعى عبد الله إلى فرض سيطرته المطلقة على المنطقة، وتحويلها إلى مركز سياسي واقتصادي قوي.

## سير المعركة

#### الاستعدادات:
1. حفر الخنادق: أمر عبد الله العيوني بحفر خنادق عميقة حول المواقع الاستراتيجية في الأحساء، لصد الهجمات المفاجئة.
2. تحصين القرى والمراكز التجارية: عزز دفاعاته في الواحات المهمة، مستفيدًا من طبيعة المنطقة الجغرافية.
3. تجنيد القوات: جمع عبد الله جيشًا من بني عبد القيس وحلفائهم، وشجع الجنود بالوعود بالمكافآت والغنائم.

#### الاشتباك:
1. هجوم قبائل تميم: حاولت قوات تميم شن هجوم مباشر على الأحساء عبر إحدى الممرات الرئيسية، متوقعة ضعف الدفاعات.
2. الخديعة العسكرية: استدرج عبد الله قوات تميم نحو الخنادق، حيث تم استهدافهم بالسهام وإعاقة تقدمهم.
3. الانتصار الحاسم: شنت قوات عبد الله هجومًا مضادًا من عدة جهات، مما أدى إلى تشتت صفوف الأعداء وانسحابهم.

## نتائج المعركة
1. تعزيز حكم عبد الله العيوني:
  - أسس عبد الله سلطته في الأحساء والقطيف، مما جعله الحاكم الفعلي للمنطقة.
  - أطلق بناء نظام إداري مستقر في الإقليم.
2. قيام الدولة العيونية:
  - اعتُبرت المعركة الخطوة الأولى نحو تأسيس الدولة العيونية، التي استمرت لما يقرب من قرنين.
3. استقرار المنطقة:
  - أدى انتصار عبد الله إلى استقرار الأحساء وازدهارها تجاريًا وزراعيًا.
4. هزيمة قبائل تميم: انكفأت قبائل تميم إلى مناطقها، ما عزز هيمنة بني عبد القيس في الإقليم.

## الدروس المستفادة
- أهمية التحصينات الدفاعية: استخدم عبد الله أسلوب الخنادق بمهارة، مما عرقل هجوم العدو وأضعف قوته.
- القيادة الحاسمة: أظهر عبد الله العيوني قدرة قيادية استثنائية مكنته من استغلال الموارد المتاحة لتحقيق النصر.